# Szentkút (városrész)
Szentkút vagy Mecsekszentkút Pécs városhoz tartozó, főleg kertes házakból álló, egykor önálló település. 250–360 méter tengerszint feletti magasságú észak–déli irányú terület, az Abaligetre vezető 6604-es út közelében. Északi végében található a Szent-kút forrás.
Mecsekszentkút a pécsi 24-es járat végállomása.

## Története
A település a középkorig Magyarürög része volt. A 17. század végén Radonay Mátyás Ignác pécsi püspök előszeretettel vonult vissza káplánjával, ahova 1698-ban a pálosok templomot és kis lakóházat építettek. A területet a Jakab-hegyi kolostorukért kapták cserébe 1720-ban. A rendet azonban 1786-ban feloszlatták, és pár évtized múlva elpusztult a zárdaépületük. A település csupán a 19. század utolsó harmadában alakult ki. 1930-tól Mecsekalja, 1954-től Pécs része.
Első említése: Sacer Fons (1778).